# 우주의 가속 팽창
우주의 가속팽창은 우주의 팽창이 시간에 따라 점차 가속되는 것을 나타내는 용어이다. 일반적인 표현 형태로 우주 척도인자 a(t)는 이계미분형으로 항상 양수이다. 1992년에 우주가 가속팽창을 한다는 사실을 처음으로 제안한 사람은 헝가리의 천문물리학자 조지 펄이다. 1992년에 발견된 Ia형의 초신성이 적색편이 z~0.5인것으로부터 우주의 팽창이 가속되고 있다는 주장에 무게를 주게되었다. 이후 솔 펄머터와 브라이언 슈밋, 애덤 리스는 1998년에 멀리떨어져 있는 초신성들을 이용하여 우주의 가속팽창을 실험적으로 확인한 공로로 2006년에 쇼상과 2011년에 노벨 물리학상을 수상했다.

## 우주 가속팽창의 증거
우주 마이크로파 배경의 등방성은 대폭발 이론을 입증할 수 있는 증거로, 발견되기 전부터 이론적으로 예측하고 있었다. 이는 이론과 관측이 함께 쌓아 올린 표준우주모형에 힘을 실어줬다. 1992년 WMAP이 발견한 우주 마이크로파 배경의 흑체 복사와 약한 비등방 역시 ΛCDM 모형을 완성하는 데 필요했던 결정적인 증거를 제공해줬다.
이번 수상은 정반대다. 우주 가속 팽창의 발견은 우주 표준 모형을 완공되기도 전에 허물어 버리는, 혹은 처음에 의도했던 설계도를 전면 수정해야 할지도 모르게 만드는 반증이다. 1980년대 우주론자들은 이론우주모형의 마지막 난제였던 인과성과 균일성 사이의 비일관성을 설명해주는 인플레이션이라는 패러다임을 제시했다. 이 우주모형에서 우주론자들은 우주의 팽창이 점점 감속될 것이라고 생각했다. 그러나 이번에 수상한 두 초신성 관측 연구는 전혀 반대의 일이 벌어지고 있음을 보여줬다.
초신성은 마지막 단계에서 짧은 시간에 거대한 에너지를 내뿜으며 폭발하는 별이다. 그 중 Ia형 초신성은 백색왜성이 근접한 적색거성의 물질을 빨아들여 생긴다. 물질을 흡수하던 백색왜성의 질량이 태양의 약 1.44배에 이르는 순간 폭발이 일어나는 것이다. 초신성이 내뿜는 빛의 밝기는 폭발 당시 질량에 비례하므로 Ia형 초신성들은 밝기가 거의 같다. 밝기가 똑같은 빛이 우주 여기저기에 있다면 우리 눈에 보이는 빛의 밝기로 각 빛까지의 거리를 계산할 수 있다. 즉 밝기를 이미 알고 있는 초신성을 관측하면 그곳까지의 거리를 알 수 있다. 그래서 Ia형 초신성을 ‘표준 촛불(Standard Candle)’이라고 부르기도 한다.

## 우주 가속팽창의 이론적 설명
우주의 가속팽창을 설명하기 위해 암흑 에너지, 암흑 유체 또는 환영 에너지와 같은 다양한 것들이 제안되었다. 이러한 암흑 에너지와 관련하여 가장 중요한 성질은 바로 이들이 상대적으로 균질한 우주의 공간에 분포되어 음의 압력을 가진다는 점이다. 암흑 에너지와 관련된 가장 쉬운 설명은 이것이 바로 아인슈타인 방정식의 우주 상수나 진공 에너지라는 것이다.

## 우주 가속팽창과 우주의 종말
우주가 팽창함에 따라, 방사와 암흑 물질의 밀도는 암흑 에너지보다 더 빨리 감소하게 된다. 결과적으로 암흑에너지가 암흑물질 등 우주의 수축에 기여하는요소보다 더 지배적이게 될 것이다. 특히 우주의 크기가 두배가 되었을때, 암흑 에너지의 밀도는 거의 변화가 없게 된다. 만약 암흑 에너지가 우주 상수가 맞다면 이것은 아마 정확히 변화없이 상수일 것이다.
현재의 관측 결과들은 암흑 에너지에 의한 밀도가 이미 복사나 물질, 또는 암흑 물질을 포함한 밀도보다 크다는 것을 암시하고 있다. 만약 이 모형에서 암흑 에너지가 우주 상수가 맞다면, 우리의 우주는 지금부터 시간의 변화에 따라 지수함수적으로 증가하여 점점 더 더 시터르 공간에 가까워지게 될 것이다. 결국 우리 자신의 처녀자리 초은하단을 포함한 모든 은하는 이들을 관측하기 힘들 정도로 엄청나게 적색편이 할 것이다. 그리고 우주는 차갑게 식어 암흑 속에 들어갈 것이다.

## 같이 보기
- 우주상수
- 프리드만-르메트르-로버트슨-워커 계량
- ΛCDM 모형
- 우주팽창
- 척도인자